# Собор Святейшего Сердца Иисуса (Сува)

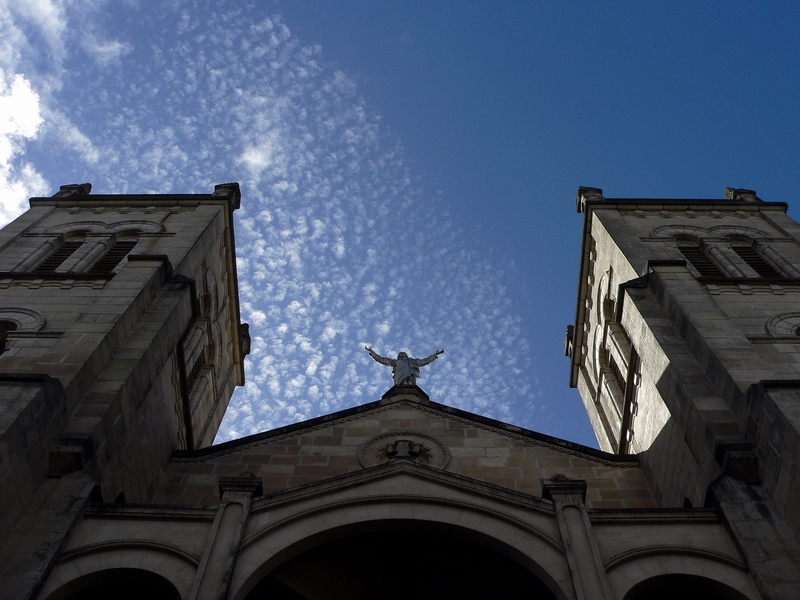
Фасад собора

Собор Святейшего Сердца Иисуса (англ. Sacred Heart Cathedral) — католический храм, находящийся в городе Сува, Фиджи. Церковь является кафедральным собором архиепархии Сувы, которую основал 21 июня 1966 года Римский папа Павел VI буллой «Prophetarum voces» .
Собор Святейшего Сердца Иисуса в Суве был построен в 1902 году из песчаника, привезенного из карьеров недалеко от Сиднея, Австралия. Архитектурный стиль вдохновлен соборами в Риме, Италия. Здание покрыто орнаментом и витражами, в подвале имеется склеп. 